# Козлов, Виктор Иванович
Ви́ктор Ива́нович Козло́в (21 марта 1924, Егорьевск, Московская губерния — 19 июля 2013, Москва) — советский и российский учёный-этнограф, демограф, лауреат премии имени Н. Н. Миклухо-Маклая (1963). Доктор исторических наук, профессор.

## Биография
Родился 21 марта 1924 года в Егорьевске Московской губернии.
В 1941 году окончил Егорьевский станкостроительный техникум, затем был призван в Красную Армию и до августа 1942 года — учился в сержантской школе 15-го запасного артиллерийского полка, воевал с августа 1942 по ноябрь 1945 года, в составе 65-й армии 2-го Белорусского фронта прошел через Южную Белоруссию, Польшу, восточную Пруссию и Померанию и дошел до побережья Балтийского моря к востоку от Штеттина.
В 1949 году окончил факультет картографии Московского института инженеров геодезии, аэрофотосъемки и картографии.
С 1950 по 1953 годы — инженер-топограф, старший инженер-топограф Московской проектной конторы Главгосстроя СССР.
В период с 1953 по 1956 годы — учёба в аспирантуре.
В 1956 году защитил кандидатскую диссертацию «Расселение мордвы в XIX—XX вв.» (научный руководитель П. И. Кушнер).
В 1969 году защитил докторскую диссертацию по книге «Динамика численности народов. Методология исследования и основные факторы».
В 1986 году присвоено учёное звание профессора по специальности «этнография».
С 1956 года и до конца жизни — работал в Институте этнографии (в дальнейшем — Институт этнологии и антропологии имени Н. Н. Миклухо-Маклая РАН), где прошёл путь от младшего научного сотрудника до заведующего лабораторией и сектором.
Умер 19 июля 2013 года. Похоронен на Пятницком кладбище Москвы.

## Взгляды
Известен также своими антисемитскими высказываниями и публикациями, которые становились предметом критики со стороны российских и зарубежных антропологов (см. комментарии Сергея Кана, Игоря Крупника, Анатолия Хазанова и Леонарда Плотникова).
Как пишет историк Семён Чарный, книги Козлова на еврейскую тематику издавались в «Русской правде», которая издавала также «Майн кампф», а гендиректор был осуждён за публикацию материалов, «возбуждающих национальную рознь, религиозную и расовую нетерпимость в целом, к еврейству и христианству — в частности». Козлов изображал евреев «исчадиями ада», утверждал, что для иудаизма «характерна нечеловеческая жестокость к неевреям» и низведение их «до уровня животных». Также он оправдывал гонения, погромы и изгнания евреев, воспроизводил разнообразные антисемитские мифы, отрицал наличие антисемитизма в Российской империи и СССР, признавал подлинными такие известные фальшивки, как «Протоколы сионских мудрецов» и «Катехизис еврея в СССР», внесенные в Федеральный список экстремистских материалов.
Российская прокуратура использовала экспертизы Козлова в делах по обвинению в разжигании национальной розни, что позволяло антисемитам и неонацистам уходить от ответственности. Наиболее скандальным был случай с экспертизой по делу неонациста Виктора Безверхого, он специально обсуждался на заседании ученого совета ИЭА РАН 24 января 1995 года.

## Основные публикации
- Численность и расселение народов мира (коллективный труд). М., 1962, 483 с. (гл. 1, 3, 5);
- Атлас народов мира (коллективный труд). М., 1964, 264 с. (карты и табл.);
- Динамика численности народов. Методология исследования и основные факторы. М., 1969, 407 с.;
- Национальности СССР. Этно-демографический обзор. М., 1975, 263 с.; М., 1982, 303 с.;
- Современные этнические процессы в СССР (коллективный труд). М., 1975. 545 с.;
- Проблемы этнической географии и картографии (коллективный труд). М., 1975. 180 с.;
- Этническая демография. М., 1977, 240 с.;
- Этнические проблемы в современном мире (коллективный труд). М., 1985;
- Абхазское долгожительство (коллективный труд). М., 1987;
- Peoples of USSR. L.; N.Y., 1988. 262 p.;
- Этническая экология. Становление дисциплины и история проблемы. М., 1994, 240 с.;
- История трагедии великого народа. Русский вопрос. М., 1996. 304 с.; М., 1997. 385 с.;
- Этнос. Нация. Национализм. Сущность и проблематика. М., 1999, 343 с.;
- Современная сельская Абхазия: социально-этнографические и антропологические исследования (коллективный труд). М., 2006. 248 с[5];
- Евреи в России-СССР. М.: Русская Правда, 2010, 320 с.;
- История трагедии Русского Народа. М.: Русская Правда, 2012, 320 с.

## Награды
- Орден Славы III степени (1945)[2]
- Медаль «За боевые заслуги» (1945)[2]
- Государственная премия СССР в области науки и техники (в составе группы, за 1981 год) — за монографию «Современные этнические процессы в СССР» (1977)
- Премия имени Н. Н. Миклухо-Маклая (совместно с С. И. Бруком, за 1963 год) — за научные исследования в области общей этнографии, завершенные работой «Численность и расселение народов мира»